# Міядзакі (Міядзакі)
Міядзакі (яп. 宮崎市) — місто в Японії, в префектурі Міядзакі.

## Клімат
Місто знаходиться у зоні, котра характеризується вологим субтропічним кліматом. Найтепліший місяць — серпень із середньою температурою 27.8 °C (82 °F). Найхолодніший місяць — січень, із середньою температурою 7.8 °С (46 °F).
| Клімат Міядзакі         | Клімат Міядзакі | Клімат Міядзакі | Клімат Міядзакі | Клімат Міядзакі | Клімат Міядзакі | Клімат Міядзакі | Клімат Міядзакі | Клімат Міядзакі | Клімат Міядзакі | Клімат Міядзакі | Клімат Міядзакі | Клімат Міядзакі | Клімат Міядзакі |
| Показник                | Січ.            | Лют.            | Бер.            | Квіт.           | Трав.           | Черв.           | Лип.            | Серп.           | Вер.            | Жовт.           | Лист.           | Груд.           | Рік             |
| Абсолютний максимум, °C | 22              | 22              | 27              | 31              | 32              | 34              | 37              | 35              | 33              | 31              | 27              | 23              | 37              |
| Середній максимум, °C   | 12              | 12              | 15              | 20              | 23              | 26              | 30              | 30              | 27              | 23              | 18              | 14              | 21              |
| Середня температура, °C | 7               | 8               | 11              | 16              | 19              | 23              | 27              | 27              | 24              | 19              | 14              | 9               | 17              |
| Середній мінімум, °C    | 3               | 3               | 7               | 12              | 16              | 20              | 23              | 23              | 21              | 15              | 9               | 4               | 13              |
| Абсолютний мінімум, °C  | −6              | −5              | −2              | 1               | 7               | 12              | 16              | 17              | 10              | 4               | −1              | −3              | −6              |
| Норма опадів, мм        | 60              | 100             | 160             | 220             | 260             | 380             | 290             | 290             | 300             | 210             | 110             | 60              | 2510            |
| ----------------------- | --------------- | --------------- | --------------- | --------------- | --------------- | --------------- | --------------- | --------------- | --------------- | --------------- | --------------- | --------------- | --------------- |
| Джерело: Weatherbase    |                 |                 |                 |                 |                 |                 |                 |                 |                 |                 |                 |                 |                 |